# Кашарија (Њамц)
Кашарија (рум. Cășăria) насеље је у Румунији у округу Њамц у општини Добрени. Oпштина се налази на надморској висини од 452 m.

## Становништво
Према подацима из 2002. године у насељу је живело 253 становника, од којих су сви румунске националности.